# Adélaïde Labille-Guiard

Madame Lefranc målande porträttet av sin make Charles Lefranc, signerad 1779. I Nationalmuseums samlingar.

Adélaïde Labille-Guiard, född i Paris 11 april 1749, död 24 april 1803, var en fransk målare. Hon var medlem av Académie Royale de Peinture et de Sculpture (1783) och tillhörde de mest betydande konstnärerna i Frankrike under sin samtid. Hon var den första kvinnliga konstnär som fick tillstånd att öppna sin egen ateljé i Louvren.  Hon målade i pastell och olja, och gjorde även miniatyrer. 

## Biografi

### Privatliv
Hon var den yngsta dottern och det enda överlevande av åtta barn till Claude-Edme Labille och Marie-Anne Saint-Martin (d. 1768). Hennes far ägde en modebutik, À la toilette, som under 1760-talet var en av de främsta i Paris. Den blivande Madame Dubarry var anställd i hennes fars butik innan hon blev kungliga mätress, och hon arbetade själv där innan hon vid fjorton års ålder började studera måleri. 
Hon gifte sig 1769 med kontoristen Nicolas Guiard. Äktenskapet var barnlöst. Hon hade från 1776 ett förhållande med sin barndomsvän och kollega, François-André Vincent, och separerade formellt från sin make 1779. När skilsmässa blev lagligt efter franska revolutionen, skilde hon sig år 1793 från sin make, och gifte sig år 1799 med François-André Vincent, då hennes sambo sedan tjugo år. 

### Karriär

#### 1767-1783
Adélaïde Labille-Guiard studerade för den schweiziske emaljören François-Élie Vincent, som var bekant med hennes far och bodde granne med familjen, som lärde henne göra miniatyrer. 
Hon var från 1767 till 1776 medlem i Académie de Saint-Luc. Under denna tid studerade hon för Maurice Quentin de La Tour, som lärde henne pastellmålning. Hon gjorde en framgångsrik debut på 1774 års utställning i Académie de Saint-Luc. Inte sällan verkar hon även ha repeterat sina pasteller i mindre format, som miniatyrer. Precis som många andra kvinnor insåg hon tidigt att porträttminiatyrer gav en säker försörjning. 
Miniatyrporträtt av Adélaïde Labille-Guiard är utomordentligt sällsynta. Ett exempel finns dock i Nationalmuseums samlingar. Hennes framställning av Madame Lefranc målande porträttet av sin make Charles Lefranc, är utförd fem år efter debuten (1779).
När Académie de Saint-Luc stängdes på begäran av den kungliga konstakademien Académie Royale de Peinture et de Sculpture år 1776, tvingades hon ansöka till den kungliga konstakademien, som krävde kunskap i oljemålning av sina medlemmar. Hon studerade därför oljemålning under sin förste lärares son, sin barndomsvän François-André Vincent. Hon ställde från 1779 ut sina verk på Salon de la Correspondance, en utställningslokal för konstnärer som inte var medlemmar i kungliga akademien, vilket gav henne nationell berömmelse. 

#### 1783-1793
Hon invaldes formellt som medlem i Académie Royale de Peinture et de Sculpture 31 maj 1783. Hon antogs samma år som Élisabeth Vigée-Lebrun, vid en tidpunkt när akademiens stadgar begränsade kvinnliga medlemmars antal till fyra; de andra två var Anne Vallayer-Coster och Marie-Thérèse Reboul. Efter invalet i den franska konstakademien år 1783, övergick hon helt till att måla oljeporträtt i stort format. Hon beviljades kunglig konstnärslön från 1785, och blev hovmålare åt kungens fastrar 1787. 
Som andra konstnärer under denna tid tog hon emot studenter. Bland hennes elever fanns Marie-Marguerite Carreaux de Rosemond, Marie-Gabrielle Capet och Marie-Thérèse de Noireterre. Det föll nu på deras lott att översätta hennes porträtt till miniatyrer, allt för att tillfredsställa kundernas skiftande önskemål. 
Adélaïde Labille-Guiard stannade i Frankrike efter franska revolutionens utbrott. År 1790 föreslog hon för akademien att avskaffa begränsningen av kvinnliga medlemmar till fyra och istället ta emot kvinnor på samma villkor som män. Hon fick medhåll i omröstningen av sina manliga kolleger Vincent, Augustin Pajou, Étienne-Pierre-Adrien Gois och Simon-Charles Miger och hennes förslag gick igenom (den skulle dock senare ogiltigförklaras). 
När kungens fastrar lämnade Frankrike 1791 upphörde henne ställning som deras hovmålare, och hon deltog istället i akademiens utställning år 1791 med porträtt av tretton medlemmar av nationalförsamlingen. Hennes porträtt av Maximilien Robespierre fick vid denna tid ett gott omdöme.

#### 1795-1803
När skräckväldet utbröt 1792 bedömde hon att hennes tidigare ställning som hovmålare och mottagare av en kunglig konstnärslön kunde sätta henne i fara, hon lämnade därför Paris och gömde sig med sin sambo, hans bror och sina elever Marie-Gabrielle Capet och Marie-Victoire d'Avril i Pontault-en-Brie. Hon återvände till Paris och återupptog sin karriär efter Robespierres fall. Hon blev år 1795 den första kvinna som beviljades en egen konstateljé och konstnärsbostad i Louvren, nu kallad Collège des Quatre Nations, och en statlig konstnärslön på 2000 livres. Hon deltog därefter i akademiens utställningar fram till 1800.